# Décès en 997
Décès
- 993
- 994
- 995
- 996
- 997
- 998
- 999
- 1000
- 1001

Constantin III, mort en 997.

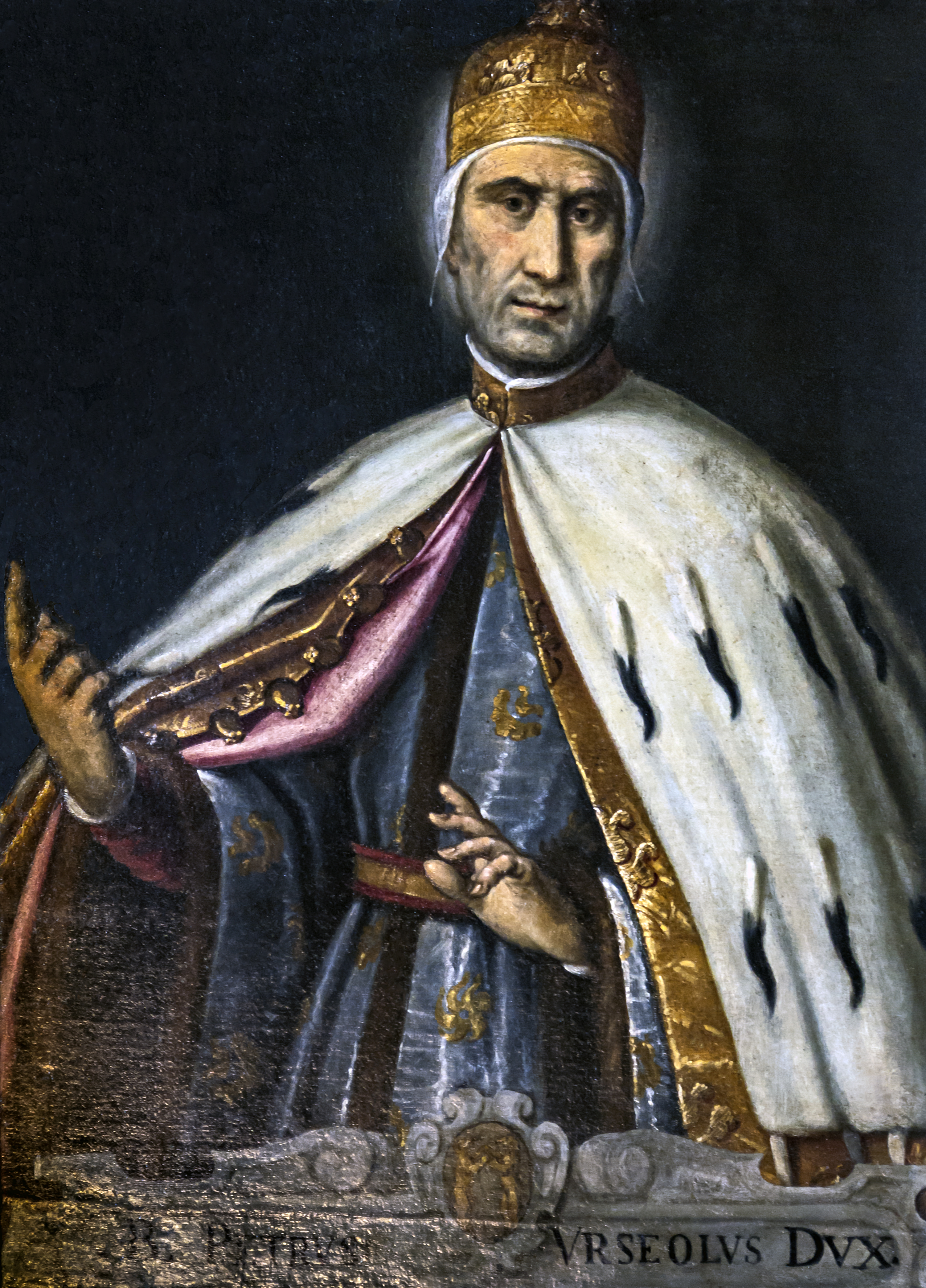
Pietro Orseolo, mort en 997.

Cette page dresse une liste de personnalités mortes au cours de l'année 997 :
- 1er février  : Géza de Hongrie, Grand-Prince des Hongrois.
- 23 avril : Adalbert de Prague, évêque de Prague, mort en martyr.
- 8 mai : Song Taizong, 2e empereur de la dynastie Song.
- août : Subuktigîn, sultan de Ghazni.
- 20 août : Conrad Ier, duc de Souabe.
- octobre/novembre : Fakhr ad-Dawla Ali, émir du Jibâl, puis émir du Jibal,  d'Hamadân, du Gorgan et du Tabaristan.
- 6 octobre : Minamoto no Mitsunaka, samouraï et fonctionnaire de cour de l'époque de Heian de l'histoire du Japon.
- 29 novembre: Seongjong, 6e roi de Goryeo.

- Mael Coluim mac Domnall, souverain du  royaume de Strathclyde.
- Constantin III, roi d'Écosse.
- Étienne Drjislav, roi de Croatie.
- Nuh II, émir samanide.
- Pietro Orseolo, 23e doge de Venise.

## Crédit d'auteurs
- Cet article est partiellement ou en totalité issu de l'article intitulé « 997 » (voir la liste des auteurs).